# FDP-Bundesparteitag 1957
Koordinaten: 52° 32′ 31,7″ N, 13° 28′ 15,3″ O
Den Bundesparteitag der FDP 1957 hielt die FDP vom 24. bis 26. Januar 1957 in West-Berlin ab. Es handelte sich um den 8. ordentlichen Bundesparteitag der FDP in der Bundesrepublik Deutschland.

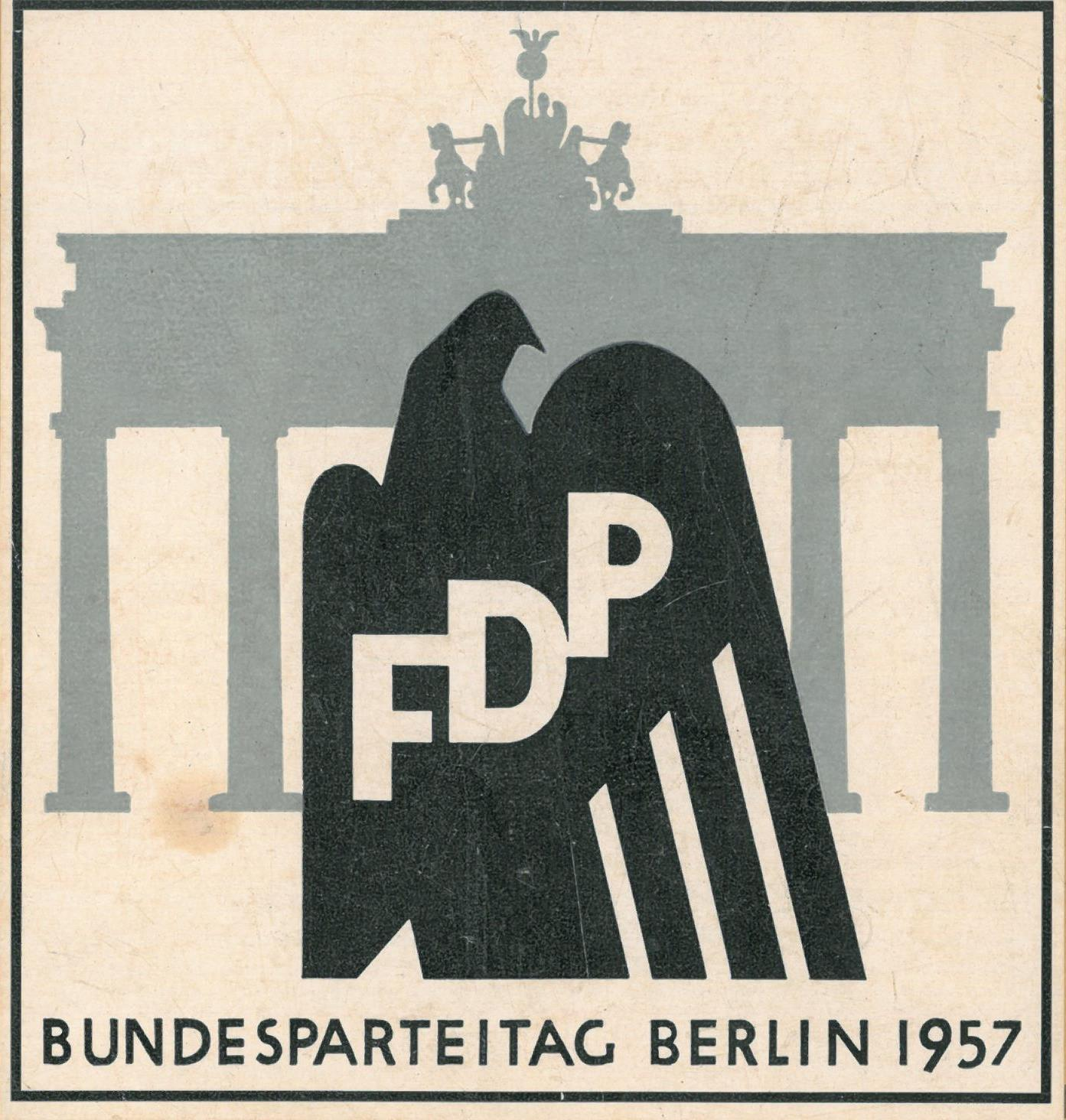
Logo des FDP-Bundesparteitags 1957

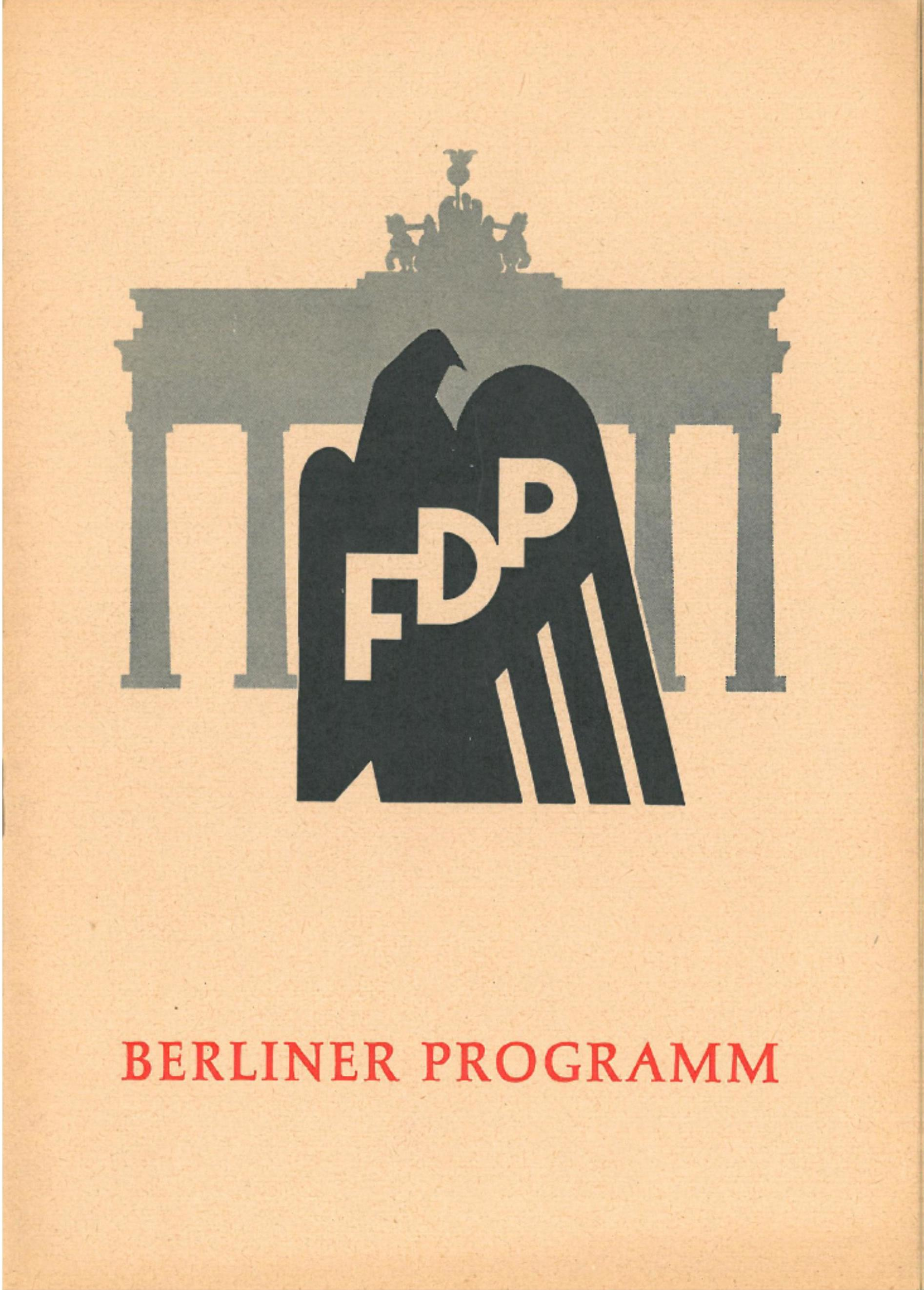
Broschüre: Berliner Programm

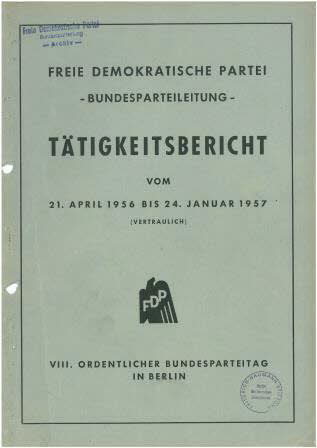
Tätigkeitsbericht des Bundesgeschäftsführers Werner Stephan 1957

## Verlauf und Beschlüsse
Erstmals in der Geschichte der FDP wurde ein gemeinsames Programm der Bundespartei beschlossen. Das Berliner Programm sollte die FDP als „Dritte Kraft“ neben CDU und SPD legitimieren. Hierin distanzierte sich die Partei von „Marxismus und sozialistischen Experimenten“ und vertrat die Eigentumsbildung für jedermann. Das Programm forderte Maßnahmen zur Erhaltung des Mittelstandes und zur Entstehung selbstständiger Existenzen. Für wirtschaftliche Notlagen sollten die Bürger selbst Vorsorge treffen können.
In der Deutschlandpolitik strebte die FDP „die friedliche Wiedervereinigung in einem deutschen Reich mit Mitteldeutschland und den Ostgebieten in einer freiheitlichen Ordnung“ an. Es findet sich ein Bekenntnis zur Westbindung, wobei im Gegensatz zur CDU „das vertragliche NATO-Kontingent, d. h. eine operative Truppe unter übernationalem Kommando“, stehen solle. In der Außenpolitik grenzte sich die FDP von den Positionen der CDU ab. So wurde ein europäisches Sicherheitsbündnis „unter Einschluß Rußlands und der Vereinigten Staaten“ gefordert sowie ein Europagedanke propagiert, der „zur Idee des größeren Europas“ führen sollte.
Neben dem Vorsitzenden Reinhold Maier sprachen sein Stellvertreter Erich Mende sowie Willi Weyer als Vertreter der FDP Nordrhein-Westfalen.

## Bundesvorstand
Auf dem Parteitag löste der Württemberger Reinhold Maier den Franken Thomas Dehler als Bundesvorsitzenden der FDP ab. Marie-Elisabeth Lüders wurde zur Ehrenpräsidentin gewählt.
Dem Bundesvorstand gehörten nach diesem Parteitag an:
| Vorsitzender                 | Reinhold Maier |
| Stellvertretende Vorsitzende | Erich Mende, Oswald Kohut, Willy Max Rademacher |
| Schatzmeister                | Hans Wolfgang Rubin |
| Beisitzer                    | Ewald Bucher, Thomas Dehler, Herta Ilk, Eduard Leuze, Wolfgang Mischnick, Walter Scheel |
| Beisitzer Gesamtvorstand     | Karl Atzenroth, Otto Bezold, Gerhard Daub, Hans-Günter Hoppe, Paul Luchtenberg, Günther Reichardt, Hermann Schwann |
| Vertreter der Landesverbände | Wolfgang Haußmann (Baden-Württemberg), Albrecht Haas (Bayern), Rudolf Will (Berlin), Georg Borttscheller (Bremen), Edgar Engelhard (Hamburg), Knut Freiherr von Kühlmann-Stumm (Hessen), Carlo Graaff (Niedersachsen), Willi Weyer (Nordrhein-Westfalen), Wilhelm Nowack (Rheinland-Pfalz), Bernhard Leverenz (Schleswig-Holstein) |
| Ehrenpräsidentin             | Marie-Elisabeth Lüders |